# Parlatoria pittospori
Parlatoria pittospori är en insektsart som beskrevs av William Miles Maskell 1891. Parlatoria pittospori ingår i släktet Parlatoria och familjen pansarsköldlöss. Inga underarter finns listade i Catalogue of Life.